# Geroldshausen (Wolnzach)
Geroldshausen ist ein Ortsteil des Marktes Wolnzach im oberbayrischen Landkreis Pfaffenhofen an der Ilm.
Fünf Kilometer südlich von Wolnzach und drei Kilometer östlich von der Autobahn-Raststätte „In der Holledau“ befindet sich das Pfarrdorf in den Hügeln der Hallertau.

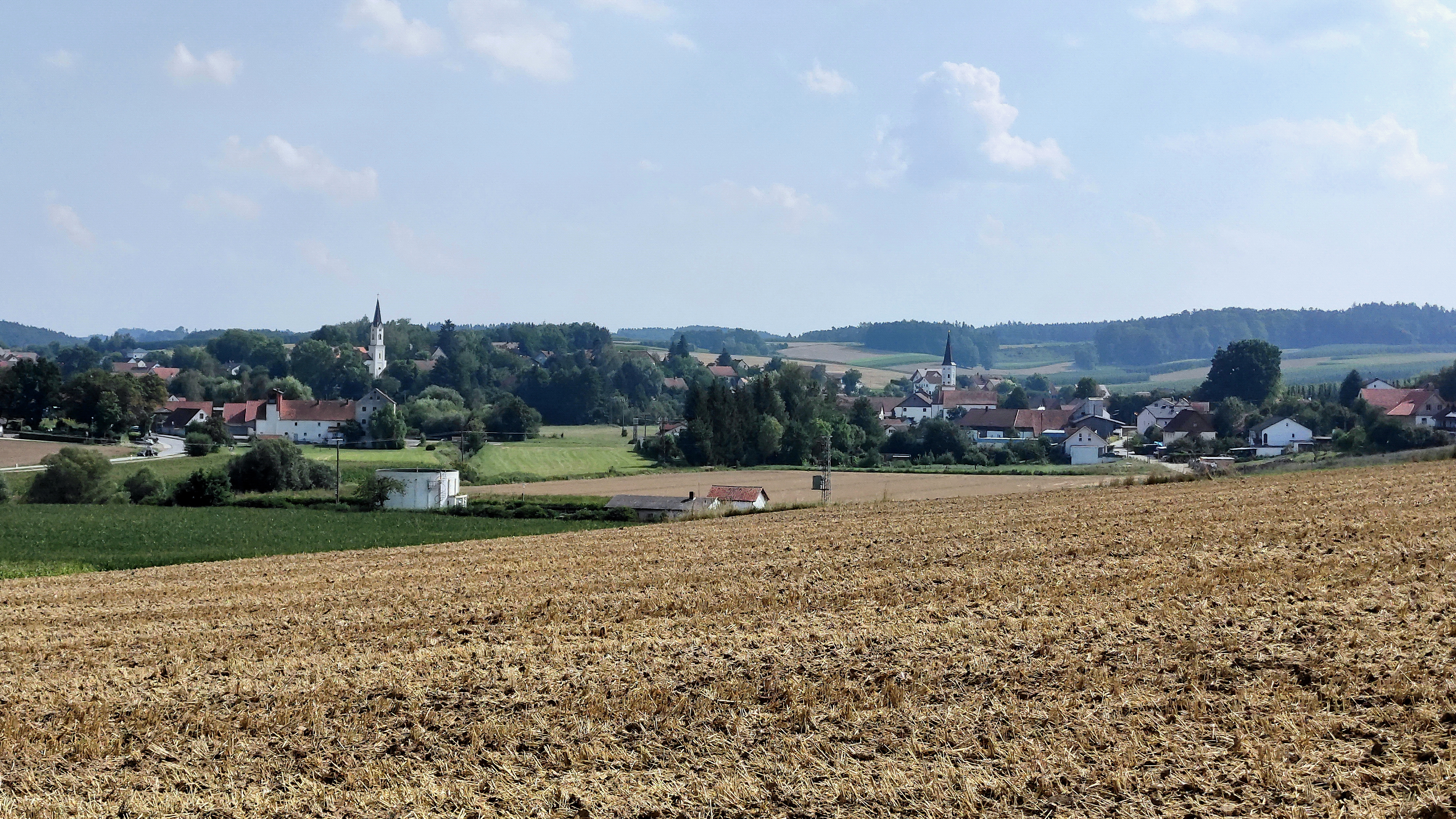
Ortsansicht von Norden

## Geschichte
Zum ersten Mal erwähnt wurde Geroldshausen 1138 als Sitz eines edlen Geschlechts, das sich Geroltishusen nannte. An der Stelle des heutigen „Kammelhofs“ sind noch Spuren von Befestigungsanlagen zu finden, welche dem Herrensitz des Stammvater Gerold oder Kerolt zugeschrieben werden. Das Geschlecht der Geroltishusener lässt sich bis 1500 nachweisen.
Geroldshausen war in der Folge Sitz eines Amtes des bayerischen Landgerichts Pfaffenhofen. Der Herrensitz entwickelte sich zum Bauerndorf mit zwei Pfarreien, nämlich Ober- und Niedergeroldshausen. Zwischenzeitlich war der Ort sogar in Ober-, Nieder- und Mittergeroldshausen unterteilt. 
1790 wurden die Pfarreien vereint und die Orte sind über die Jahre zu einem einheitlichen Ort Geroldshausen zusammengewachsen.
Am 1. Januar 1978 wurde die mit dem zweiten bayerischen Gemeindeedikt von 1818 begründete Gemeinde Geroldshausen in der Hallertau mit den Orten Abeltshausen, Gschwend und Kreut in den Markt Wolnzach eingegliedert. Mit ca. 800 Einwohnern ist Geroldshausen der größte Ortsteil von Wolnzach.

## Politik
Der letzte Bürgermeister war bis 1978 Ludwig Federl.
Zu Gemeinde Geroldshausen zählten die Ortsteile Abeltshausen, Gschwend und Kreut, zur Pfarrei gehören Kreut, Abeltshausen, Kemnathen, Haushausen, Rinnermaierhof, Siegertszell und Gschwend.

## Kirche und Pfarrei

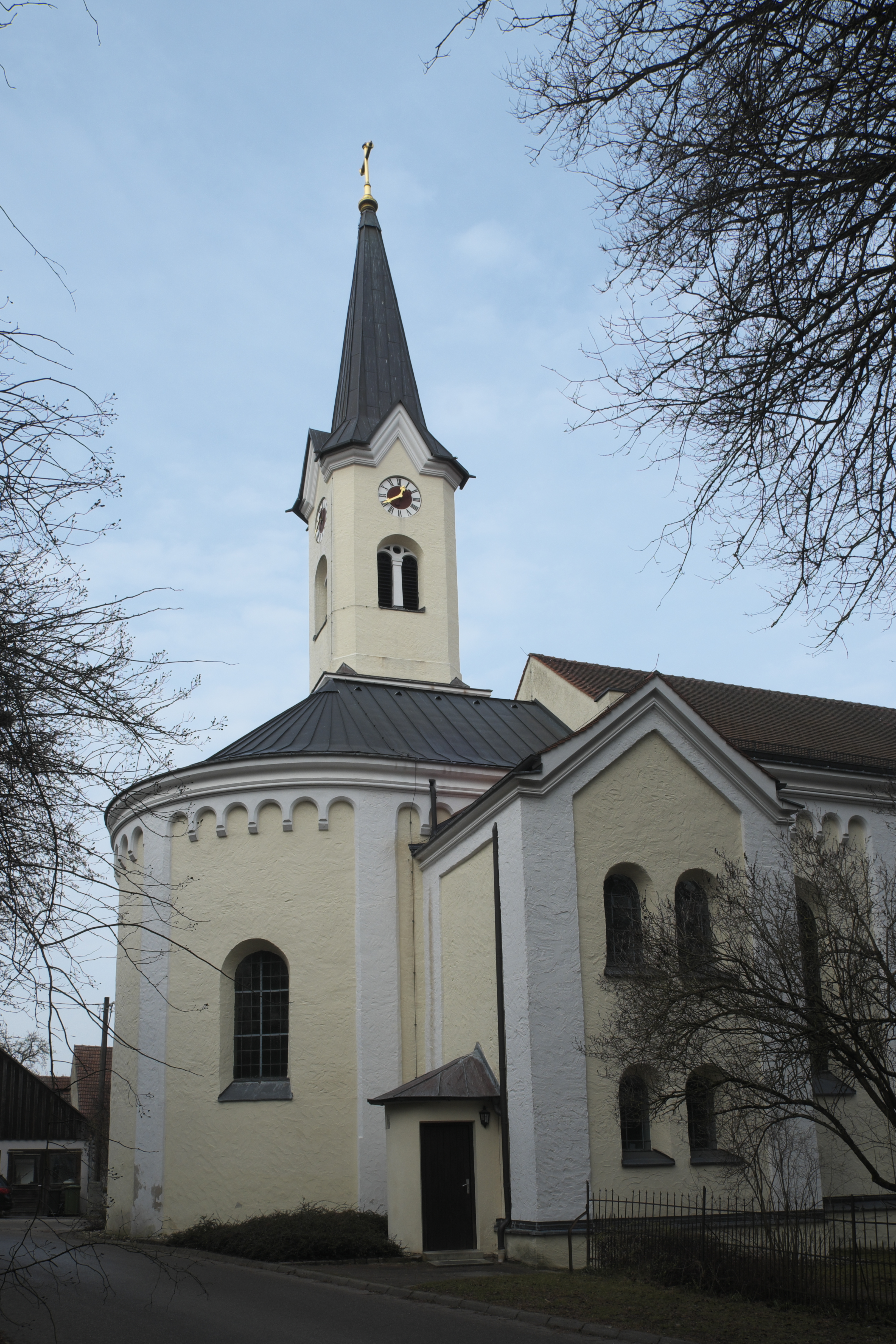
Pfarrkirche St. Martin

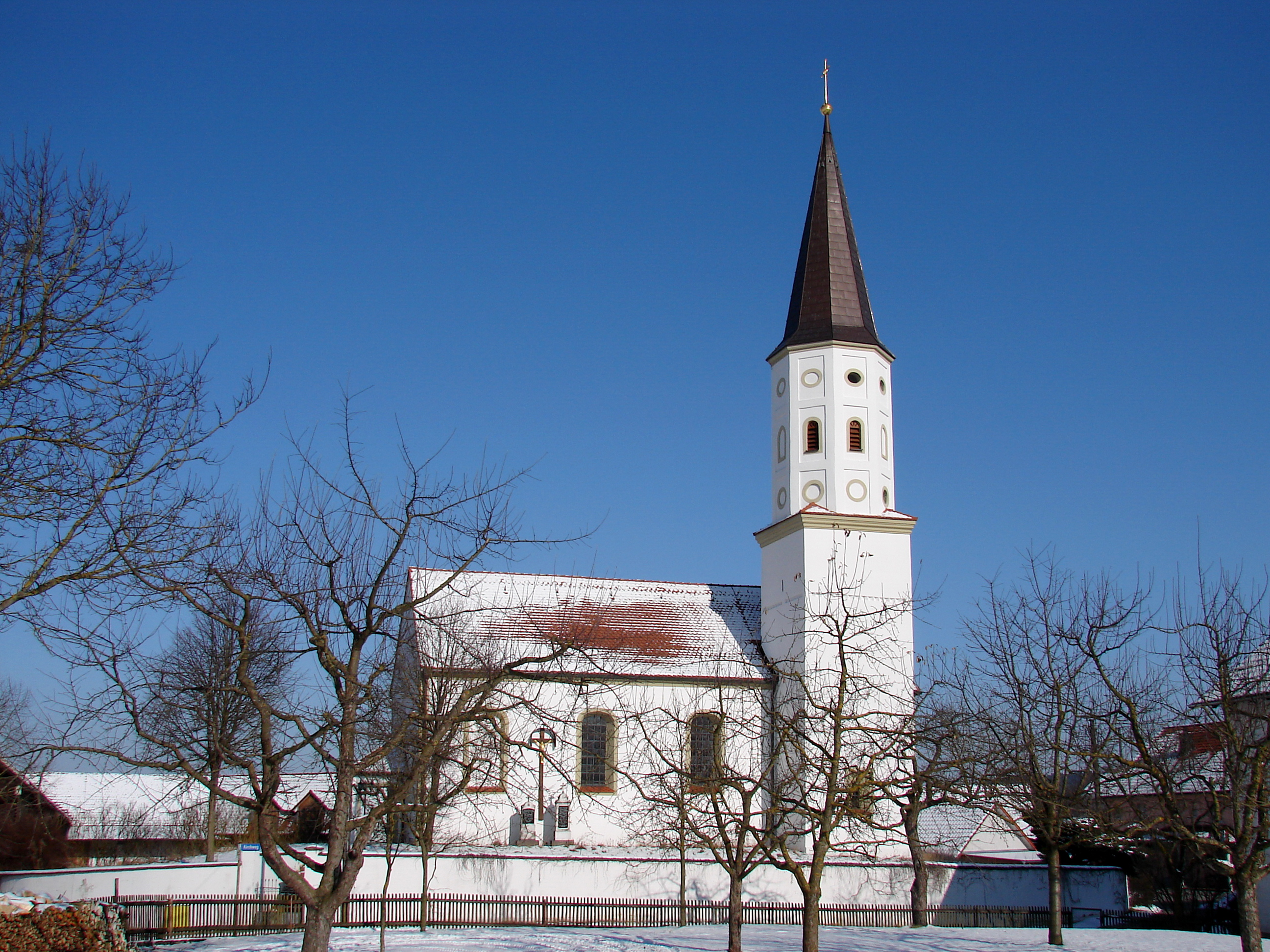
Kirche St. Andreas

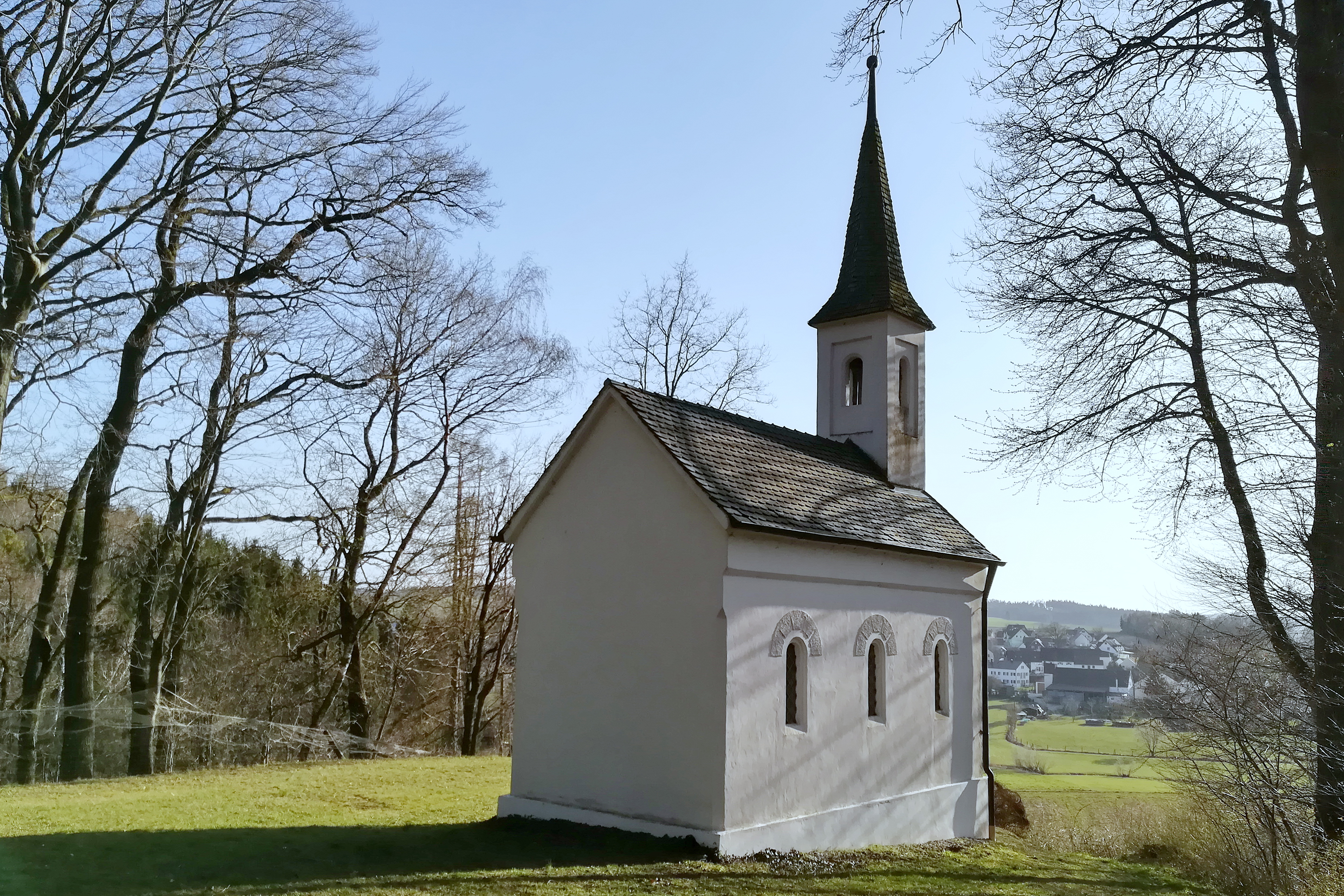
Kalvarienbergkapelle

Die erste Kirche ist 1310 in „Geroltzhausen“ bezeugt. Nieder- und Obergeroldshausen erscheinen das erste Mal namentlich 1326 als zwei selbstständige Pfarreien. Der erste Pfarrer taucht dagegen 1410 in den Büchern auf.
Die Pfarrei Geroldshausen gehört heute zum Dekanat Geisenfeld und zum Bistum Regensburg.
- Kirche Sankt Martin: Sie wird auch im Volksmund „die neue Kirche“ genannt. Sie steht neben dem Pfarrhof in Mittergeroldshausen. Erbaut wurde sie in den Jahren 1877 und 1878. 340 Gläubige finden in ihr Platz. St. Martin weist vier Altäre, drei Glocken und eine Orgel auf. Gebaut wurde „die neue Kirche“ eigentlich falsch, da der Turm nach Süden und der Eingang nach Norden zeigt. Dies führt man darauf zurück, dass vor dem Bau von „Sankt Martin“ auf dem Platz, an dem sich die heutige Kirche und die dazugehörige Grotte befindet, der Bauernhof vom „Stiglmeier“ stand. Die Vorgängerkirche von St. Martin stand nämlich auf der anderen Straßenseite, wo sich heute der alte Friedhof befindet.
- Kirche St. Andreas: Bekannt als „die alte Kirche“ oder auch als „die Untergeroldshaus'ner Kirche“ wird sie heute noch sporadisch genutzt. Umrahmt von einem kleinen Friedhof gilt diese Kirche als die ältere der beiden Kirchen in Geroldshausen. Sie steht im ehemaligen Niedergeroldshausen. Besonderheit ist die alte, noch funktionsfähige Orgel, deren Luft noch mechanisch bereitgestellt wird. Mit einem Tretpedal und Muskelkraft wird ein großer, sich hinter der Orgel befindender Blasebalg betrieben. Auch die Glocken werden noch per Hand zum Läuten gebracht.
- Kapelle auf dem Kalvarienberg von 1851
- Kreuzweg auf dem Kalvarienberg, bezeichnet 1878

Siehe auch Liste der Baudenkmäler in Geroldshausen
- Filialkirche St. Georg in Haushausen

## Gewässer
- Geisenhausener Bach

Etwa vier Kilometer Luftlinie südlich von Geroldshausen entspringt bei Holzhäuseln der Geißgraben. Dieser wird südlich von Preinerszell zum Preinerszeller Bach. In Geisenhausen vereinigt er sich mit dem Hallerbach und fließt als Geisenhausener Bach weiter. Nach Geroldshausen fließt er über Geisenhausen aus südwestlicher Richtung in den Ort.
- Asbach

Ebenfalls aus südlicher Richtung kommt der Asbach, der in Dürnzhausen entspringt. Unterwegs wird er kurz zum Geroldsbach und vereinigt sich dann mit dem Gschwender Bächlein wieder zum Asbach. In den Ort fließt er aus südöstlicher Richtung.
- Wolnzach

In Geroldshausen vereinigen sich Asbach und Geisenhausener Bach zur Wolnzach, die dann zusammen mit einem Nebengewässer in Richtung Norden nach Wolnzach weiterfließt.

## Vereine
- SV Geroldshausen: Der größte Verein im Ort ist der Sportverein SV Geroldshausen. Die Mitgliederzahl von 1042 (Stand 17. Juni 2010) übersteigt mittlerweile die Einwohnerzahl von Geroldshausen mit ca. 800 Einwohnern. Gegründet wurde er 1948 von 44 Mitgliedern im Gasthaus Gscheider. Heute besteht der Verein aus den Abteilungen Fußball, Gymnastik, Radfahren und Laufen und ist ein wertvoller Eckpfeiler im Gemeinschaftsleben, da er für jede Altersklasse Aktivitäten anbietet.
- Burschenverein Geroldshausen: Der jüngste aller Vereine ist der Burschenverein. Aus einer Gemeinschaft von Jugendlichen entstand aus dem sogenannten „Badal“ (alte Umkleidekabine des SV Geroldshausen) ein Verein, der heute vor allem durch seine „Sandgruam-Parties“ bekannt geworden ist. Der Verein ist vor allem für die jüngere Generation im Ort eine beliebte und wichtige Anlaufstelle.
- Gartenbauverein Geroldshausen: Der Verein wurde 1987 gegründet. 1. Vorsitzender war Alois Mühlbauer. Der Zweck des Gartenbauvereins ist die Förderung der Landespflege und des Umweltschutzes zur Erhaltung der Kulturlandschaft und der Gesundheit. Der Verein fördert insbesondere die Ortsverschönerung und dient damit der Verschönerung der Heimat, der Heimatpflege und somit der Landeskultur. Der Gartenbauverein veranstaltet Vorträge und Baumschnittkurse. Er betreibt eine Saftpresse.
- Krieger- und Kameradschaftsverein Geroldshausen
- Freiwillige Feuerwehr Geroldshausen: Gegründet wurde die Feuerwehr am 1. März 1892 von 39 Männern aus dem Ort. Der erste Vorstand hieß Lorenz Pilbert.
- Hubertus-Schützen Geroldshausen
- VdK Geroldshausen – Geisenhausen

## Persönlichkeiten
Der bekannteste Geroldshausener ist Josef Schlicht (1823–1917), Schilderer und Dichter des Volkslebens seiner engeren Heimat.
Nach ihm wurde die „Josef-Schlicht-Straße“, die sich in der Nähe seines ehemaligen Wohnhauses befindet, benannt.